# 莫勞豪洛姆
莫勞豪洛姆是匈牙利的城鎮，位於該國南部，毗鄰與塞爾維亞12公里，由瓊格拉德州負責管轄，面積83.14平方公里，2011年人口6,090，其中約八成居民信奉天主教。
46°13′N 19°53′E / 46.217°N 19.883°E